# یوتا اورپیلاینن
یوتّا اورپیلاینِن (انگلیسی: Jutta Urpilainen؛ زادهٔ ۴ اوت ۱۹۷۵) یک سیاست‌مدار اهل فنلاند است.